# 引き伸ばし
引き伸ばし（ひきのばし、enlarging）は、写真の暗室作業のひとつで、ネガフィルムの画像を引き伸ばし機を利用して、印画紙に拡大して焼き付ける工程のことである。印画紙上にフィルムを密着させて露光し、フィルムと同じ大きさ（原寸大）の写真を作ることは、コンタクトプリント（ベタ焼き、密着焼き、密着印画）などと呼ばれる。引き伸ばし作業は暗室内で行い、引き伸ばし機、バット（vat、平たい長方形の容器）、印画紙用現像液、停止液、定着液などの薬品類などが必要である。引き伸ばしの工程により、印画紙は撮影からネガフィルムの現像と同様の化学変化を辿る。
カラーフィルムの現像と引き伸ばし（カラープリント）は、現像工程が増えること、温度管理が難しいこと、引き伸ばし機（カラーヘッド）が高価なことなどからアマチュアにはあまり普及しなかった。

## 引き伸ばしの工程
1. 露光 : フィルム上の像を引伸ばし機を使って投影し、印画紙に露光して潜像を作る。フィルムに焼き付けられた画像をレンズ系を通して投影し印画紙を露光させるため、「撮影」と同じ原理による工程である。約数秒の露光。
2. 現像 : 露光した印画紙を現像液に浸し、潜像を目に見える画像に変化させる。通常約90秒ほど。
3. 停止 : 酸性の停止液でアルカリ性の現像液を中和し、現像を停止させる。
4. 定着 : 印画紙上の銀塩のうち、画像となったものを定着させ、画像にならなかったものを溶かして取り除く。約10分間の行程。
5. 水洗 : 余分な薬品を洗い流す。これがおろそかだと、後で変色や像の消失などが起こる。ウォータープルーフ（WP）印画紙[2]の登場で水洗時間が大幅に短縮されたが、それ以前は1時間以上かけるのが普通であった。また、水温が低い場合は洗浄効果が落ちるため、より時間をかける必要がある。
6. 乾燥 : 吊るしたり乾燥機に乗せたりして乾かす。光沢仕上げの場合はフェロ板（Ferrotype plate）[3]を用いていたが、WP印画紙では不要である。